# 蘇勒布
蘇勒布（?—?），字颖川，满洲正红旗人，道光丁酉科举人，二十一年三甲同进士出身。道光三十年任左赞善、会试同考官；咸丰二年授编修；三年授日讲起居注官；四年授国子监司业；同治十年授詹事府詹事；同治十二年授大理寺卿、都察院左副都御史；十三年迁理藩院右侍郎；光绪元年授正黄旗蒙古副都统、盛京礼部侍郎；六年因病休致。